# Niarchos keili
Espèce
Niarchos keili est une espèce d'araignées aranéomorphes de la famille des Oonopidae.

## Distribution
Cette espèce est endémique de la province de Santo Domingo de los Tsáchilas en Équateur,. Elle se rencontre à Santo Domingo vers 520 m d'altitude sur le versant ouest de la cordillère Occidentale

## Description
Le mâle holotype mesure 1,58 mm.

## Étymologie
Cette espèce est nommée en l'honneur de Clifford Keil.

## Publication originale
- Platnick & Dupérré, 2010 : The Andean goblin spiders of the new genera Niarchos and Scaphios (Araneae, Oonopidae). Bulletin of the American Museum of Natural History, no 345, p. 1-120 (texte intégral).